# Édouard Michelin (Industrieller, 1963)
Édouard Michelin (* 13. August 1963 in Clermont-Ferrand; † 26. Mai 2006 auf der Île de Sein) war ein französischer Manager und Industrieller.
Michelin absolvierte die Eliteschule École Centrale Paris, bevor er in das Unternehmen eintrat, das seit 1889 von der Familie geführt wird. Dort leitete er nach mehreren Abteilungen das Nordamerika-Geschäft, bis er 1999 von seinem Vater François Michelin die Führung der Firma übernahm. Der Geschäftsführer und Mitgesellschafter des Reifenkonzers Michelin ertrank bei einem Angelausflug nahe der Île de Sein an der französischen Atlantikküste. Wie der Unfall passiert ist, steht bisher nicht fest. Er hinterlässt seine Frau und sechs Kinder.
Am 31. Mai 2006 fand in Clermont-Ferrand die festliche Trauerfeier statt.
Zu Ehren von Édouard Michelin haben bei der Siegerehrung im darauffolgenden Formel-1-Rennen von Monaco die Piloten auf die übliche Champagnerdusche verzichtet. Die Reifenmarke Michelin rüstete bis 2006 mehrere Formel-1-Teams aus, u. a. alle auf dem Siegerpodest vertretenen Teams, namentlich Renault F1 (Fernando Alonso), McLaren-Mercedes (Juan Pablo Montoya) und Red Bull Racing (David Coulthard).